# Wolverine (игра)
Wolverine, также известна как Marvel’s Wolverine — будущая компьютерная игра, разрабатываемая Insomniac Games в сотрудничестве с Marvel Games и издаваемая Sony Interactive Entertainment. Основана на американских комиксах издательства Marvel Comics о супергерое Росомахе, а также других различных медиа с его участием. Wolverine — это спин-офф игровой серии Marvel’s Spider-Man. Оригинальный сюжет игры пересекается с другими проектами по лицензии Marvel от Insomniac Games.
Во время разработки Spider-Man (2018) для PlayStation 4 Insomniac Games, SIE и Marvel Games обсудили потенциальные проекты про других персонажей Marvel Comics; компания-разработчик выразила интерес в создании игровой адаптации комиксов о Росомахе, и поделилась своим видениям с другими участниками дискуссии. Официальный анонс Wolverine состоялся в сентябре 2021 года; тогда же стало известно об участии креативного директора Брайана Хортона и руководителя разработки Кэмерона Кристиана, которые ранее работали над Spider-Man: Miles Morales (2020). Сюжет к игре написали соавтор сценария к Miles Morales Мэри Кенни, а также авторы сюжета Spider-Man 2 (2023) Уолт Уильямс и Ник Фолкман. В декабре 2023 года, в сеть утекли подробности разработки, элементы игрового процесса и сюжета, в результате целенаправленной атаки программы-вымогателя на Insomniac Games.
Wolverine выйдет эксклюзивно на консоль PlayStation 5.

## Сюжет

### Персонажи и сеттинг
В Wolverine появятся основные и второстепенные персонажи из комиксов об одноимённом главном герое, включая комиксы о Людях Икс, а также другие медиа с его участием. Настоящее имя Росомахи — Джеймс «Логан» Хоулетт; он — мутант с замедленным старением, который полагается в сражениях на свои выдвижные когти, обострённые животные инстинкты и исцеляющий фактор. Кроме того, в результате жестоких научных экспериментов его скелет покрылся неразрушимым металлом адамантием.

## Разработка
Во время создания Spider-Man компания-разработчик Insomniac Games, Marvel Games и издатель Sony Interactive Entertainment обсуждали потенциальные будущие проекты про других персонажей Marvel Comics помимо Человека-паука; ранее сотрудники Insomniac неоднократно изъявляли желание создать игру про Росомаху. Разработчикам нравилось, что у этого персонажи были такие же моральные ценности, как у Человека-паука — «оба героя считают своим долгом защищать невинных людей». В конечном итоге Insomniac, принимая во внимание успешное сотрудничество с Marvel и Sony при работе над игровой серией Marvel’s Spider-Man, поделилась с партнёрами своим видением касательно следующей игры по лицензии.
В сентябре 2021 года Insomniac Games анонсировала Wolverine вместе с другим проектом по комиксам Marvel — Spider-Man 2, во время мероприятия PlayStation Showcase. Вскоре после этого разработчики подтвердили, что события игры про Росомаху будут разворачиваться в той же реальности, что и Marvel’s Spider-Man. Креативным директором проекта стал Брайан Хортон, а Кэмерон Кристиан возглавил разработку; ранее оба занимали те же должности при создании Spider-Man: Miles Morales. Хортон описал Wolverine следующим образом: «масштабная серьёзная игра, чего нельзя сказать о моей работе над ней». Мэри Кенни написала сюжет игры совместно со сценаристом Spec Ops: The Line (2012) Уолтом Уильямсом. В апреле 2022 года создатели приступили к записи актёров с помощью технологии захвата движения; об этом стало известно из Твиттера ведущего аниматора Майка Йоша. В июне 2023 года соавтор сюжетной кампании Ratchet & Clank: Rift Apart (2021) Ник Фолкман сообщил в Твиттере, что после завершения работы над Spider-Man 2 он наконец может принять участие в работе над Wolverine. В октябре 2023 года креативный директор Spider-Man 2 Брайан Интихар идентифицировал реальность из игр Wolverine и Spider-Man как «Землю-1048».

### Взлом Rhysida 2023 года
В декабре 2023 года Insomniac Games подверглась атаке программы-вымогателя, которая скомпрометировала различные документы компании, включая персональные сведения о сотрудниках. В числе этих материалов в сеть просочились ранние игровые изображения и концепт-арты персонажей Wolverine. Разработчик вымогательского ПО Rhysida пригрозила слить в свободный доступ все взломанные изображения и другие внутренние ресурсы Insomniac через семь дней после инцидента; одновременно с этим она запустила аукцион по продаже украденной информации со стартовой ценой в 50 биткойнов, что эквивалентно $ 2 млн США. Sony Interactive Entertainment заявила Video Games Chronicle о начале расследования инцидента; компания не ожидала, что взлом коснётся SIE или Sony Corporation. По истечении установленного срока Rhysida разместила в сети информацию о компании, в том числе данные о сотрудниках и предварительные планы на находящиеся в разработке игры. Среди этих материалов были фрагменты игрового процесса, тестовые анимации персонажей, концепт-арты и итоговый сюжет Wolverine, а также конфиденциальная информация о штатном персонале и работниках по контракту, которые участвовали в разработке игры, например актёры озвучивания.
В течение нескольких часов после утечки в сеть просочились ранние игровые сборки игры. В ответ Sony Interactive Entertainment разослала уведомления DMCA через интернет-провайдеров, чтобы отследить пользователей, которые скачали и воспроизвели слитые файлы игры. Три дня спустя Insomniac Games прокомментировала утечку, заявив, что компанию опечалила и возмутила случившаяся ситуация и нанесённый ею эмоциональный удар сотрудникам. Тем не менее, представители Insomniac отметили, что утечка не повлияет на их дальнейшие планы, включая разработку Wolverine, а также поблагодарили коллег по цеху за сочувствие и поддержку, которые те выразили разработчикам; ко всему прочему, Insomniac пообещала раскрыть подробности игры, «когда придёт время».
Различные представители игровой индустрии выразили поддержку Insomniac после инцидента. Разработчик и издатель Remedy Entertainment осудил «позорные и постыдные» действия Rhysida. Сценарист компании Эрик Стирпе опубликовал персональное заявление, отметив, что термина «утечка» будет недостаточно для описания масштаба произошедшей с Insomniac Games ситуации, и обвинил развлекательные новостные агентства и других влиятельных лиц в социальных сетях в попытке продемонстрировать незаконно добытые материалы, такие как активы Wolverine. Бывший соучредитель ныне несуществующей независимой студии Vlambeer Рами Исмаил поддержал разработчиков Insomniac Games, назвав утечку данных о сотрудниках «абсолютно непростительным деянием». Поддержку выразили и другие разработчики из основных команд Sony PlayStation Studios, в частности креативный директор Santa Monica Studio Кори Барлог и сопрезидент и креативный директор Naughty Dog Нил Дракманн.

## Релиз
Wolverine выйдет эксклюзивно на консоль PlayStation 5.

## Будущее

### Продолжение
В результате атаки программы-вымогателя на Insomniac Games в декабре 2023 года в сети появилась информация о других играх по лицензии Marvel, которые находились на разных стадиях разработки; тогда же стало известно, что Insomniac планирует создать игровую трилогию о Людях Икс, начало которой положит Wolverine. Кроме того, Rhysida обнародовала информацию о новом лицензионном соглашении между Insomniac Games, издателем Sony Interactive Entertainment и Marvel о совместном производстве игр о Людях Икс как минимум до 2035 года, согласно которому персонажи франшизы Людей Икс продолжат фигурировать в других проектах Marvel, однако компания не сможет создавать полноценные игры о мутантах при поддержке сторонних разработчиков, а также передавать права на их использование другим издателям, таким как Xbox и Nintendo.

### Возможный кроссовер соSpider-Man
Во время рекламной кампании Spider-Man 2 в октябре 2023 года креативный директор игры Брайан Интихар сообщил в подкасте IGN о возможном кроссовере между персонажами Spider-Man и Wolverine, которые регулярно взаимодействуют друг с другом в комиксах; ранее Insomniac добавили в Spider-Man 2 костюм Росомахи в качестве альтернативного скина Майлза Моралеса. Хотя Интихар отметил, что разработчики Wolverine хотят сделать игру обособленной, директор не исключил появления супергеройского дуэта Росомахи и Человека-паука в будущем.